# Vaiamonte
Vaiamonte es una freguesia portuguesa del concelho de Monforte, con 83,00 km² de superficie y 671 habitantes (2001). Su densidad de población es de 8,1 hab/km².